# タカネナデシコ
タカネナデシコ（高嶺撫子、Dianthus superbus var. speciosus）は、ナデシコ科ナデシコ属の多年草。カワラナデシコの高山型の種である。

## 特徴
茎は直立して、高さは15-40cmである。長さ3-7cm、幅 2-5 mmの葉が対生する。茎の先に直径4-5 cmの紅紫色の花を1-3個つける。開花時期は7-9月。花弁は5個で先端が細かく裂ける。雄しべは10個。萼の基部に2対の苞がある。

## 分布
ユーラシア大陸北部と、日本の北海道・中部地方以北の高山帯の岩礫地や草地に分布する。基準標本はドイツのもの。田中澄江が『花の百名山』の著書で斜里岳を代表する花の一つとして紹介している。

## 近縁種
日本には、ナデシコ属に属する種が本変種のほかに生育する（ナデシコ#ナデシコ属を参照）。
- シロバナタカネナデシコ (Dianthus superbus var. speciosus f. chionanthus) - 白花の品種[2]。
- エゾタカネナデシコ (D. s. var. speciosus f. bibracteatus) - 苞が1対のみの品種[2][4]。
- カワラナデシコ (D. s. var. longicalycinus) - 低地や山地に分布する変種。

## 種の保全状態評価
日本の各都道府県で、以下のレッドリストの指定を受けている。
- 危急種（絶滅危惧Ⅱ類（VU)） - 秋田県、岩手県
- 準絶滅危惧（NT） - 石川県

環境省により、上信越高原国立公園・中部山岳国立公園・南アルプス国立公園・白山国立公園などで自然公園指定植物となっている。

## 関連画像

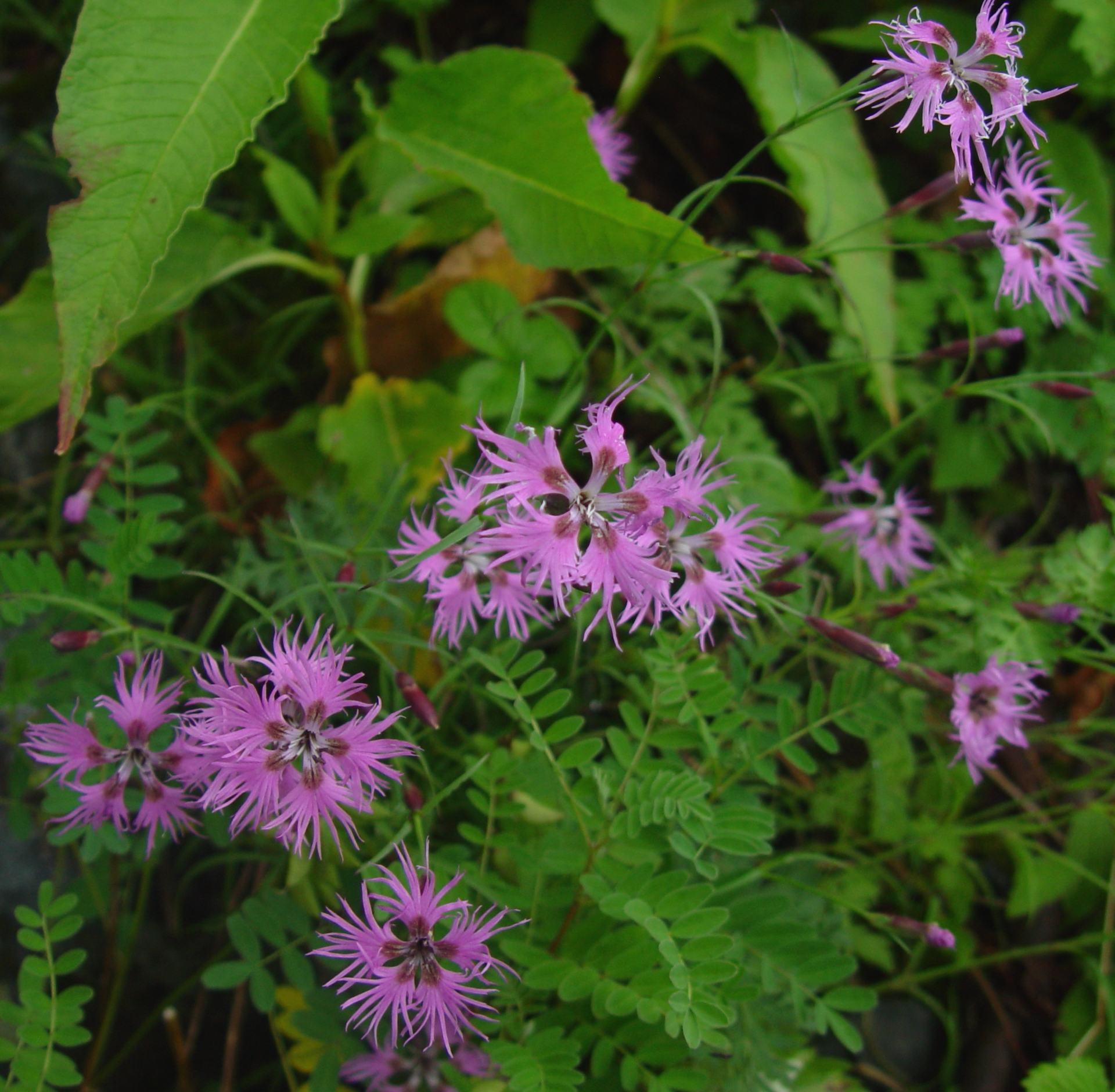
タカネナデシコの群落 北岳・2004年7月
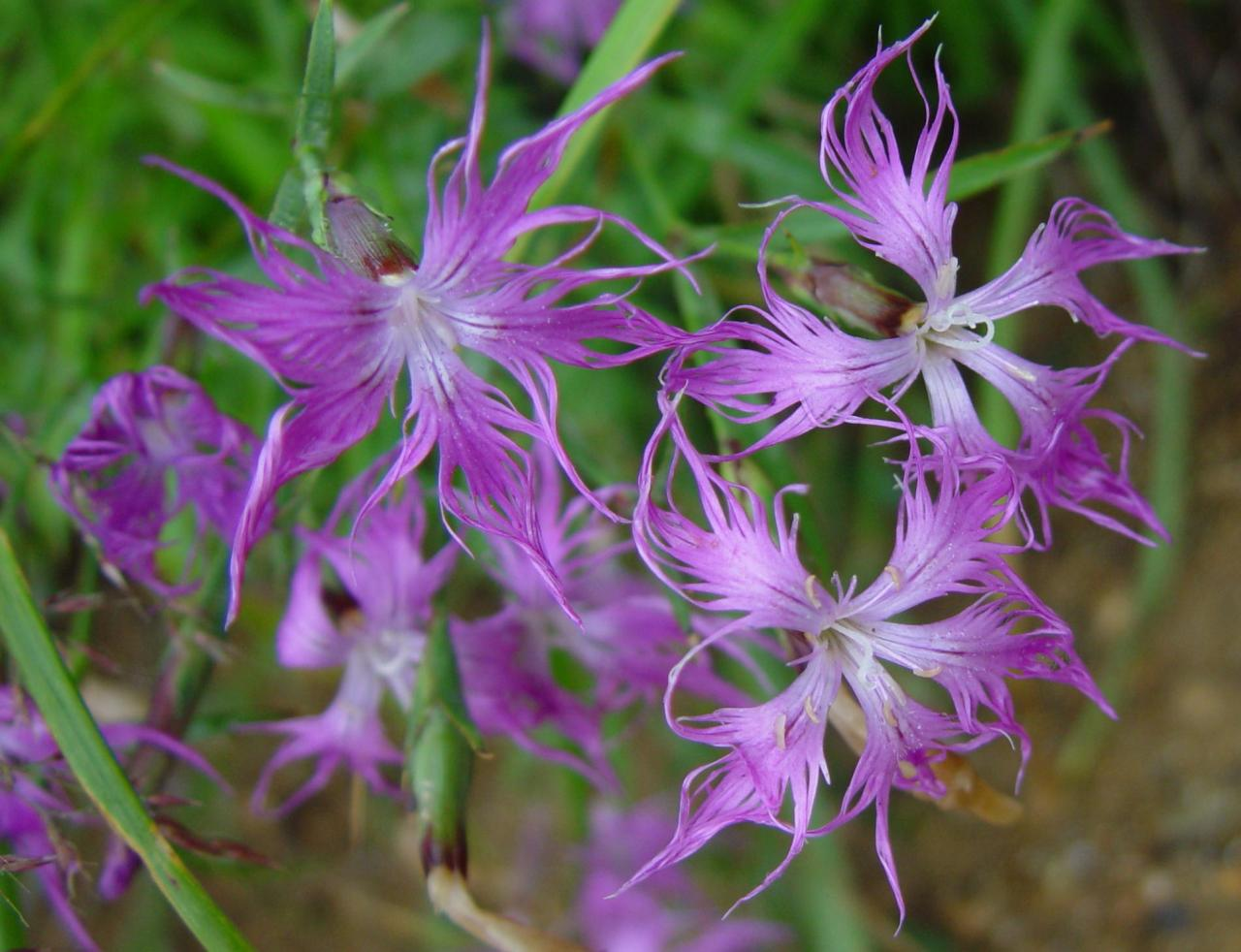
タカネナデシコの群落 白山・2002年8月
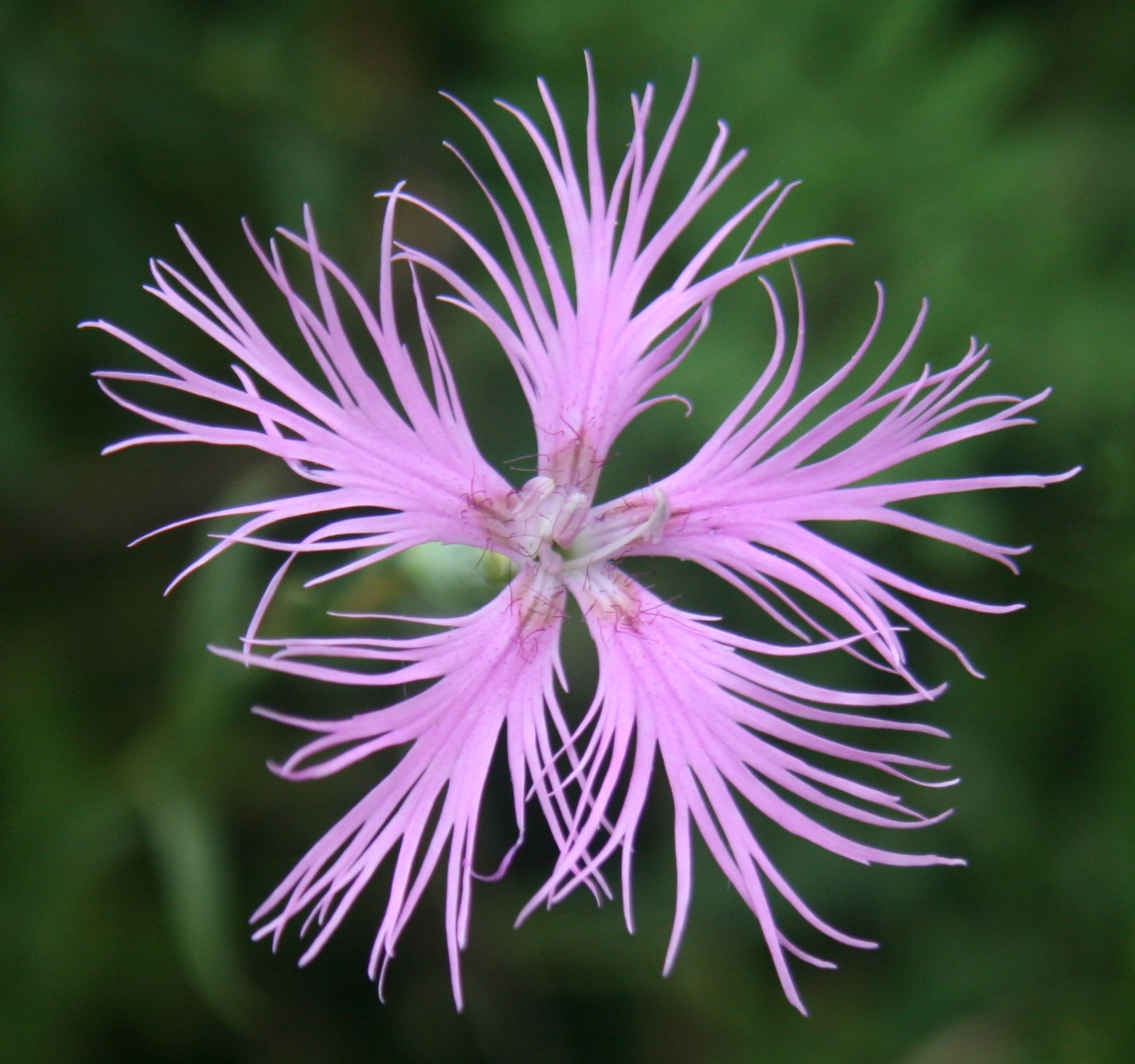
近縁種のカワラナデシコ 伊吹山・2011年8月